# Nephele pachyderma
Nephele pachyderma är en fjärilsart som beskrevs av Karsch 1892. Nephele pachyderma ingår i släktet Nephele och familjen svärmare. Inga underarter finns listade i Catalogue of Life.